# Adolfo Antonio Suárez Rivera
Adolfo Antonio Suárez Rivera (1927–2008) là một Hồng y người Mexico của Giáo hội Công giáo Rôma. Ông từng đảm nhận vai trò Hồng y Đẳng Linh mục Nhà thờ Nostra Signora di Guadalupe a Monte Mario, Tổng giám mục đô thành Tổng giáo phận Monterrey trong suốt 20 năm, từ năm 1983 đến năm 2003.
Vốn là một giáo sĩ trong vai trò lãnh đạo giáo hội địa phương, ông từng đảm trách nhiều vai trò khác nhau trước khi tiến đến trở thành Tổng giám mục đô thành Monterrey, như: giám mục chính tòa Giáo phận Tepic (1971–1980), giám mục chính tòa Giáo phận Tlalnepantla (1980–1983), Giám quản Tông Tòa Giáo phận Ciudad Victoria (1994–1995). Ngoài lãnh đạo các giáo phận được bổ nhiệm, ông còn đảm nhận vị trí quan trong tại Hội đồng giám mục quốc gia như: Chủ tịch Hội đồng Giám mục Mexico (C.E.M.) (1988–1994). Ông được vinh thăng Hồng y ngày 26 tháng 11 năm 1994, bởi Giáo hoàng Gioan Phaolô II.

## Tiểu sử
Hồng y Józef Glemp sinh ngày 9 tháng 1 năm 1927 tại San Cristóbal de las Casas, Mexico. Sau quá trình tu học dài hạn tại các cơ sở chủng viện theo quy định của Giáo luật, ngày 8 tháng 3 năm 1952, Phó tế Suárez Rivera, 25 tuổi, tiến đến việc được truyền chức linh mục. Cử hành nghi thức truyền chức cho tân linh mục là Tổng giám mục Alfonso Carinci, Tổng Thư ký Thánh bộ Tuyên Thánh. Tân linh mục là thành viên linh mục đoàn Giáo phận Chiapas (Ciudad Real de Chiapas).
Sau 19 năm thi hành các công việc mục vụ với thẩm quyền và cương vị của một linh mục, ngày 14 tháng 5 năm 1971, Tòa Thánh loan tin Giáo hoàng đã quyết định tuyển chọn linh mục Adolfo Antonio Suárez Rivera, 44 tuổi, gia nhập Giám mục đoàn Công giáo Hoàn vũ, với vị trí được bổ nhiệm là giám mục chính tòa Giáo phận Tepic, Nayarit. Lễ tấn phong cho vị giám mục tân cử được tổ chức sau đó vào ngày 15 tháng 8 cùng năm, với phần nghi thức chính yếu được cử hành cách trọng thể bởi 3 giáo sĩ cấp cao, gồm chủ phong là Tổng giám mục Carlo Martini, Sứ thần Tòa Thánh tại Mexico; hai vị giáo sĩ còn lại, với vai trò phụ phong, gồm có Tổng giám mục José Salazar López, Tổng giám mục đô thành Tổng giáo phận Guadalajara, Jalisco và Giám mục Samuel Ruiz García, giám mục chính tòa GiSan Cristóbal de Las Casas, Chiapas. Tân giám mục chọn cho mình khẩu hiệu: AL SERVICIO DE MIS HERMANOS.
Sau 9 năm cai quản giáo phận Tepic, Tòa Thánh quyết định thuyên chuyển Giám mục Rivera đến nhiệm sở mới là Giáo phận Ciudad Victoria, México và đảm đương vai trò tương tự là giám mục chính tòa. Thông báo về việc bổ nhiệm này được công bố cách rộng rãi vào ngày 8 tháng 5 năm 1980. Tân giám mục Ciudad Victoria đã đến cử hành các nghi thức nhận giáo phận sau đó vào ngày 28 tháng 6 cùng năm.
Chỉ sau khoảng thời gian ngắn 3 năm sau khi được thuyên chuyển đến giáo phận mới, Giám mục Rivera được Tòa Thánh thăng Tổng giám mục, qua việc bổ nhiệm giám mục này làm Tổng giám mục đô thành Tổng giáo phận Monterrey, Nuevo León. Thông báo về việc bổ nhiệm này được công bố cách rộng rãi vào ngày 8 tháng 11 năm 1983. Tân Tổng giám mục đã đến cử hành các nghi thức nhận giáo phận sau đó vào ngày 12 tháng 1 năm 1984.
Bằng việc tổ chức công nghị Hồng y năm 1994 được cử hành chính thức vào ngày 26 tháng 11, Giáo hoàng Gioan Phaolô II đưa ra quyết định vinh thăng Tổng giám mục Adolfo Antonio Suárez Rivera tước vị danh dự của Giáo hội Công giáo, Hồng y. Tân Hồng y thuộc Đẳng Hồng y Linh mục và Nhà thờ Hiệu tòa được chỉ định là Nhà thờ Nostra Signora di Guadalupe a Monte Mario.
Ngày 25 tháng 1 năm 2003, Tòa Thánh chấp thuận đơn hồi hưu của ông, vì lý do tuổi tác, theo Giáo luật. Ông qua đời ngày 22 tháng 3 năm 2008, thọ 81 tuổi.